# رایدنهاوزن
رایدنهاوزن (به آلمانی: Reidenhausen) یک شهر در آلمان است که در کوخم-تسل واقع شده‌است. رایدنهاوزن ۱۹۲ نفر جمعیت دارد.